# Vivian Jeanette Kaplan
Vivian Jeanette Kaplan (* 1946 in Shanghai) ist eine Autorin.
Kaplan lebt seit 1949 in Toronto, Kanada. Ihre Eltern stammten aus Wien, von wo sie 1939 nach Shanghai flüchteten. Vivian J. Kaplan machte ihren Abschluss in Englischer, Französischer und Spanischer Philologie und führt eine Import/Export-Firma für orientalische Inneneinrichtung.
Ihr erstes Buch, Von Wien nach Shanghai (Ten Green Bottles: Vienna to Shanghai, Journey of Fear and Hope), handelt vom Leben ihrer Mutter "Nini" Karpel. Beginnend mit ihrer Jugend in Wien beschreibt die Autorin die Flucht nach Shanghai und die darauffolgenden Jahre bis zur Auswanderung nach Kanada.
Ten Green Bottles. Vienna to Shanghai, Journey of Fear and Hope wurde mit dem Canadian Jewish Book Award ausgezeichnet. 

## Veröffentlichungen
- Von Wien nach Shanghai. Die Flucht einer jüdischen Familie, dtv 2006, 1. Auflage, 300 S., ISBN 978-3-423-24550-0